# Barlowe's Guide to Extraterrestrials
Ghidul lui Barlowe pentru extratereștri (1979, ediția a doua 1987) este o carte science-fiction a artistului Wayne Barlowe împreună cu Ian Summers și Beth Meacham (care au oferit textul). Acesta conține vizualizările lui Barlowe despre diferite forme de viață extraterestră din diferite opere de science fiction, cu informații despre locul sau originea lor planetară, biologie și comportament, în stilul unui ghid real pentru animale. A fost nominalizat pentru un premiu American Book și la premiul Hugo pentru cea mai bună lucrare din anul 1980. 
A doua ediție are o prefață adăugată de Robert Silverberg.
După succesul operei, în 1996 Barlowe și Neil Duskis au scris o a doua carte, Barlowe's Guide to Fantasy - Ghidul lui Barlowe pentru fantezie. 

## Rezumat
Cartea conține descrieri ale următoarelor specii: 
- Abyormenite - Hal Clement's Cycle of Fire (1957)
- Athshean - Ursula K. Le Guin's The Word for World Is Forest (1975)
- Black Cloud - Fred Hoyle's The Black Cloud
- Chulpex - Avram Davidson's Masters of the Maze
- Cinruss - James White's Sector General series
- Cryer - Joseph Green's Conscience Interplanetary
- Cygnan - Donald Moffitt's The Jupiter Theft
- Cygnostik - Michael Bishop's A Little Knowledge (1977)
- Czill - Jack L. Chalker's Well World series
- Demon - Keith Laumer's A Plague of Demons (1977)
- Demu - F. M. Busby's Cage a Man (1973)
- Dextran - David J. Lake's The Right Hand of Dextra
- Dilbian - Gordon R. Dickson's Spacial Delivery and Spacepaw
- Dirdir - Jack Vance's Planet of Adventure series
- Garnishee - Harry Harrison's Star Smashers of the Galaxy Rangers
- Gowachin - Frank Herbert's Whipping Star and The Dosadi Experiment
- Guild Steersman - Frank Herbert's Dune (not an alien, strictly speaking, but an altered human)
- Ishtarians - Poul Anderson's Fire Time (1974)
- Ixchel - Madeleine L'Engle's A Wrinkle in Time
- Ixtl - A. E. van Vogt's The Voyage of the Space Beagle
- Lithian - James Blish's A Case of Conscience
- Masters - John Christopher's The Tripods trilogy[3]
- Medusan - Jack Williamson's The Legion of Space
- Merseian - Poul Anderson's Ensign Flandry
- Mesklinite - Hal Clement's Mission of Gravity
- Mother - Philip José Farmer's Strange Relations
- Old Galactic - James H. Schmitz's Legacy
- Old One - H. P. Lovecraft's At the Mountains of Madness
- Overlord - Arthur C. Clarke's Childhood's End
- Pnume - Jack Vance's Planet of Adventure series
- Polarian - Piers Anthony's Cluster series
- Pierson's Puppeteers - Larry Niven's Known Space series
- Radiate - Naomi Mitchison's Memoirs of a Spacewoman
- Regul - C. J. Cherryh's The Faded Sun: Kesrith
- Riim - A. E. van Vogt's The Voyage of the Space Beagle
- Ruml - Gordon R. Dickson's The Alien Way
- Salaman - Brian Stableford's Wildeblood's Empire
- Sirian - Frederik Pohl's The Age of the Pussyfoot
- Slash - Piers Anthony's Kirlian Quest
- Soft One - Isaac Asimov's The Gods Themselves
- Solaris - Stanisław Lem's Solaris
- Sulidor - Robert Silverberg's Downward to the Earth (alternately spelled 'Sulidoror' by both Barlowe and Silverberg)
- Terran - humans; no specific novel - an image of a human (the author) used in the size comparison chart in the book.
- The Thing - John W. Campbell's "Who Goes There?"
- Thrint - Larry Niven's Known Space series
- Tran - Alan Dean Foster's Icerigger
- Triped - Damon Knight's Rule Golden
- Tyreean - James Tiptree's Up the Walls of the World
- Uchjinian - Jack L. Chalker's Well World series
- Vegan - Robert A. Heinlein's Have Space Suit—Will Travel
- Velantian - E. E. Smith's Lensman series

## Primire
Ghidul lui Barlowe pentru extratereștri a avut recenzii mixte din partea lui Wendy Bousfield în Library Journal. Bousfield a comentat că desenele cărții au fost "colorate", dar sunt și "oarecum statice și artificiale, mai puțin vitale decât schițele pregătitoare din notebook-ul artistului incluse la final". De asemenea, a criticat omisiunea "faptelor publicate în romane", dar a concluzionat că bibliotecile publice ar putea fi totuși interesate de această lucrare. Cartea a primit o revizuire pozitivă de la Claudia J. Morner în School Library Journal. Morner a lăudat "desenele colorate" ale cărții și "graficul comparativ al dimensiunii" care arată dimensiunea extratereștrilor în comparație cu ființele umane. Ea a concluzionat că este o "carte de căutare distractivă", care are succes la "tinerii fascinați de monștri", precum și la cititorii de science fiction. 
Lucrarea lui Barlowe a fost nominalizată la American Book Award și la Hugo Award for Best Related Work. 